# Nils Seufert
Nils Seufert (Mannheim, 3 febbraio 1997) è un calciatore tedesco, centrocampista dei Richmond Kickers.

## Caratteristiche tecniche
È un centrocampista centrale.

## Carriera
Cresciuto calcisticamente nelle giovanili del Waldhof Mannheim, prima e in quelle del Kaiserslautern debutta professionalmente con quest'ultima il 25 ottobre 2017 in una partita di DFB-Pokal contro lo Stoccarda, valevole per il secondo turno. Tre giorni dopo debutta anche in 2.Bundesliga nella sconfitta a favore del Jahn Ratisbona.
Il 1º luglio 2018 si trasferisce al Arminia Bielefeld.
Nel maggio 2021 firma un contratto con il Greuther Fürth; mentre il 1º gennaio 2022, dopo aver totalizzato 4 presenze in Bundesliga, si trasferisce in prestito al Sandhausen.

## Palmarès

### Club

#### Competizioni nazionali
- Campionato tedesco di seconda divisione: 1

Arminia Bielefeld: 2019-2020